# Julvécourt
 Julvécourt  es una población y comuna francesa, en la región de Lorena, departamento de Mosa, en el distrito de Verdún y cantón de Souilly.

## Demografía
| 136 | 122 | 83 | 74 | 72 | 77 |
| Para los censos de 1962 a 1999 la población legal corresponde a la población sin duplicidades (Fuente: INSEE [Consultar]) |     |    |    |    |    |